# Гай (Рівненський район)
Гай (до 1940-х років — Чеський Гай) — село в Україні, в Рівненському районі Рівненської області. Населення становить 88 осіб. З 2020 року у складі Острозької громади.

## Географія
Село розташоване на правому березі річки Безіменної.